# Storia di Gorizia

Stemma della Città di Gorizia.

La storia di Gorizia ha inizio con la fondazione della città, attorno all'anno 1001, ma resti di insediamenti di epoca preromana e romana sono stati rinvenuti nell'area in cui oggi sorge l'abitato e nelle zone immediatamente limitrofe. Gorizia è stata per lungo tempo, fino alla prima guerra mondiale, crocevia di tre civiltà, la latina, la slava e la germanica. Cosmopolita per vocazione, dopo le note vicissitudini degli anni quaranta del Novecento e la perdita di gran parte del suo naturale entroterra, ha saputo trovare, grazie anche all'affrancamento della Slovenia dalla ex Jugoslavia e all'ampliamento ad oriente del territorio comunitario, nuove funzioni e prospettive all'interno d'Italia e della nuova Europa.

## Gorizia prima di Gorizia

### Età preromana
Le prime consistenti testimonianze della presenza di vita umana nella zona di Gorizia risalgono al Neolitico, epoca in cui si diffonde l'agricoltura e, con essa, i primi insediamenti stabili nella pianura isontina. Da tale epoca le tracce archeologiche divengono sempre più frequenti e significative e ne fa fede la Collezione Archeologica dei Musei Provinciali di Gorizia che custodisce oggettistica di vario tipo in pietra lavorata. I ritrovamenti principali furono effettuati nella zona del Preval, una palude oggi prosciugata in cui furono rinvenuti resti di insediamenti palafitticoli. 

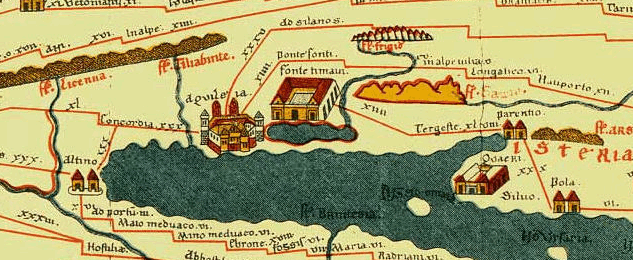
Parte del Friuli e dell'Istria sulla Tabula Peuntingeriana riferita ad una mappa romana del I sec. d.C. È possibile chiaramente riconoscere alcune località e toponimi ancora esistenti fra cui la città di Aquileia, e la dicitura Ponte Sonti.

Già nella tarda Età del bronzo (seconda metà del II millennio a.C.), si registra in zona, secondo l'archeologo Carlo Marchesetti, l'arrivo di genti più evolute la cui cultura di riferimento è quella dei castellieri, villaggi fortificati abitati da gruppi umani con cognizioni agricole e silvo-pastorali relativamente sviluppate. Tali genti, sempre secondo il noto studioso, soppiantarono in breve i cacciatori-raccoglitori residenti nelle caverne. La cultura dei castellieri, diffusa dalla Dalmazia al Friuli era presente più sul Carso goriziano (insediamenti di San Polo e Castellazzo di Doberdò, fra gli altri) che in pianura, dove i villaggi erano difesi da fossati e palizzate.

### Età romana ed altomedievale
L'area di Gorizia entrò nell'orbita romana nel II secolo a.C. e subì un profondo processo di romanizzazione. Fin dal I secolo a.C. erano sorto un centro abitato di modeste dimensioni, Castrum Silicanum da cui si originò il villaggio di Salcano; oggi Solkan sobborgo della moderna città di Nova Gorica in Slovenia. A pochi chilometri a meridione di questo, sorgeva il ponte sull'Isonzo (Pons Aesontii o Pons Sontii, attuale località Mainizza lungo la S.S. 305) con un'importante mansio, un centro si sosta del sistema di comunicazione del Cursus publicus e dotato di piccole terme. Tale ponte legava attraverso la Via Gemina l'Italia alla provincia romana della Pannonia giungendo fino ad Emona mentre con una direttrice si legava a Forum Iulii, attuale Cividale, per proseguire con la Via Iulia Augusta verso la provincia del Norico. Il ponte viene così descritto dallo storico Erodiano nella sua Storia dell'Impero dopo Marco Aurelio:
Sempre a poca distanza dall'attuale Gorizia, nell'attuale paese di Lucinico sorse una villa rustica abitata sicuramente fra il II e IV secolo d.C. e dove sarebbe poi sorto il paese attuale.
Conquistato dai Longobardi, il territorio goriziano entrò a far parte del Ducato del Friuli e, fra il VII e l'VIII secolo, iniziarono a stabilirsi in esso alcune popolazioni slave, che in parte riempirono i vuoti lasciati dalle genti reto-romanze decimate, durante le invasioni barbariche e in epoca bizantina, da guerre, carestie ed epidemie, fra cui la tristemente nota Peste di Giustiniano, che aveva spopolato l'area dell'Adriatico settentrionale soggetta a Costantinopoli, fra cui anche la pianura isontina..
Ai longobardi succedettero i Franchi e a questi i re (poi imperatori) germanici, che, nel 952, incorporarono il territorio del Friuli, con il Goriziano, al Ducato di Baviera e, alcuni decenni più tardi, al Ducato di Carinzia (976).

## Contea di Gorizia

### Nascita e sviluppo di Gorizia e della sua contea
Il nome di Gorizia compare per la prima volta nell'anno 1001, in una donazione effettuata dall'imperatore Ottone III che cedeva il castello di Salcano e la villa di Goriza per metà a Giovanni, patriarca di Aquileia, e per metà a Guariento, conte del Friuli (medietatem predii Solikano et Gorza nuncupatum). Nel 1015 il nome della località appare in un altro documento che fa riferimento all'origine slava del toponimo (Villa quae Sclavorum lingua vocatur Goriza e cioè il villaggio che nella lingua degli slavi è chiamato Goriza).
I Patriarchi di Aquileia, nel 1077, ricevettero anche l'investitura feudale dell'intero Friuli, sotto i patriarchi la città fu governata dalla dinastia degli Eppestein alla quale succedette, nel 1090, prima quella dei Mosburg, poi la famiglia dei Lurngau, (originaria della Val Pusteria) legata da vincoli di sangue ai i conti palatini di Baviera. I Lurngau governarono sempre Gorizia in qualità di avvocati dei Patriarchi di Aquileia cioè in rappresentanza e nell'interesse di costoro.

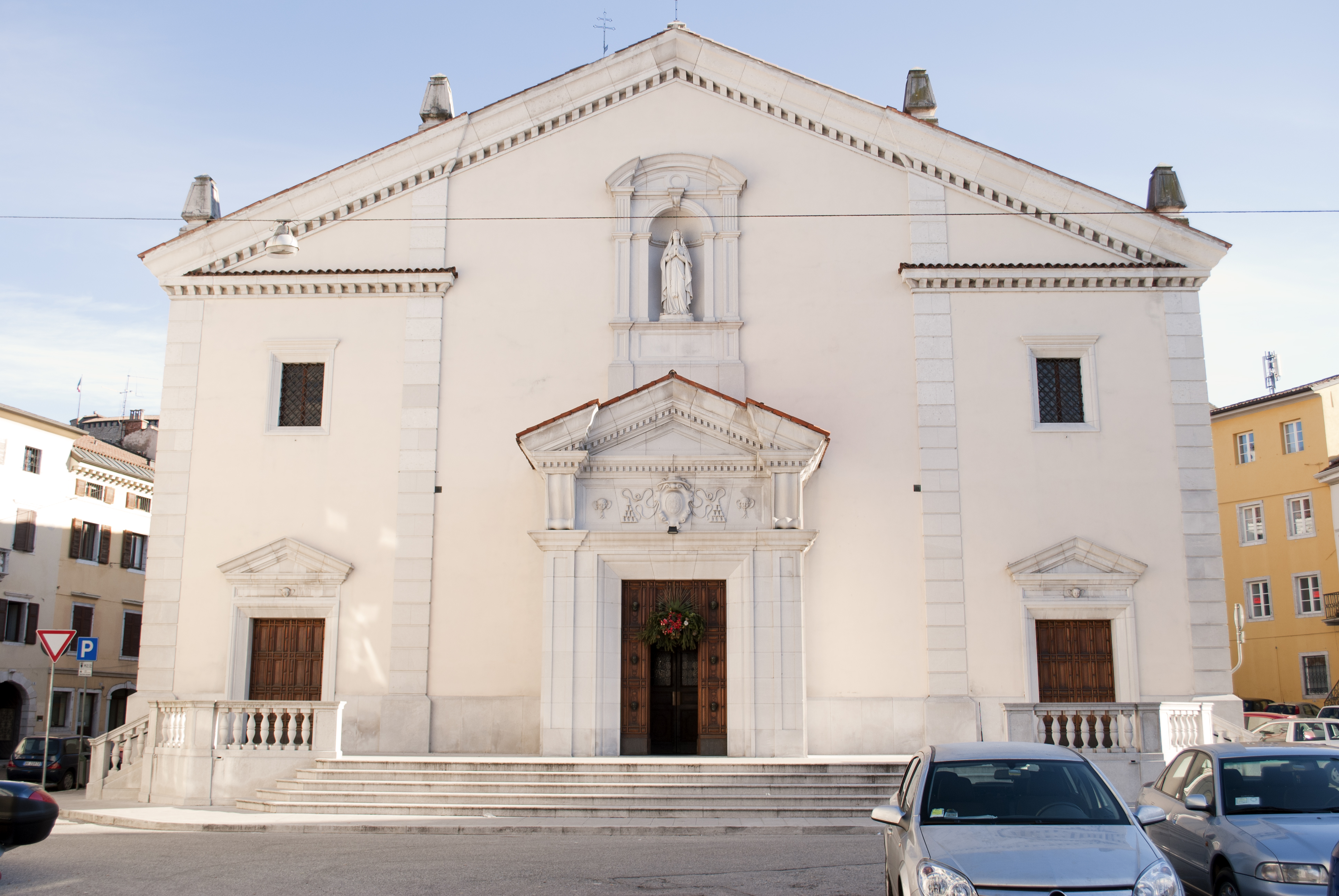
Il ricostruito Duomo di Gorizia, edificato originariamente nel Trecento.

Per lungo tempo tuttavia, Gorizia restò un borgo di modeste dimensioni (villa) articolato in due agglomerati limitrofi ma nettamente differenziati fra di loro: uno superiore, in prossimità di un castello edificato nell'XI secolo, originariamente più popoloso, ed uno a valle. Il primo ebbe funzioni politico-amministrative, mentre il secondo, commerciali e rurali. La popolazione era composta soprattutto da friulani, sloveni, e, in minor misura, da tirolesi e carinziani dediti al mestiere delle armi o funzionari pubblici. La famiglia comitale, nonostante fosse di lingua e cultura tedesche, non riuscì mai ad attrarre sul posto nuclei consistenti di immigrati germanici perché, è bene ricordarlo, risiedeva non a Gorizia, dove soggiornava solo saltuariamente, bensì a Lienz, città del Tirolo orientale che ospitava anche la corte. La scarsa importanza della località è anche testimoniata dall'assenza di una gestione ecclesiastica autonoma: ancora nel XIII secolo la cura delle anime era affidata a un vicario che dipendeva dalla vicina Salcano (il romano Castrum Silicanum). Comunque in quei secoli si parlava di una plebs de Salcan alias Goricia, a riprova della comune identificazione delle due località.
Nel 1210 venne concesso a Gorizia il diritto di tenere un mercato settimanale, ma fu solo agli inizi del secolo successivo, durante il regno del conte Enrico II, che il nucleo abitato attorno al castello (con l'esclusione quindi, dell'area popolata nella pianura adiacente), sviluppatosi e acquisite ormai connotazioni urbane, venne elevato al rango di città (1307). Con ogni probabilità fu edificata nei primi decenni del Trecento la primitiva struttura del futuro Duomo di Gorizia, mentre nel 1398, venne eretta, nei pressi del castello, la chiesa di Santo Spirito, divenuta successivamente, a seguito di alcuni sostanziali ampliamenti, il simbolo della città antica assieme al Duomo.
Nella prima metà del XIV secolo, grazie alla forza delle armi e a un'abile politica estera e matrimoniale messa in atto dai suoi sovrani, la Contea di Gorizia raggiunse la sua massima espansione territoriale, estendendo la propria egemonia su quasi tutto il Friuli orientale, su gran parte dell'Istria e della Carniola, sul Tirolo, su alcune zone della Carinzia e della Stiria e, per un breve periodo, anche su alcune città del Veneto (Padova e Treviso). Tale egemonia spesso si sovrappose a quella, in declino, dei patriarchi di Aquileia, provocando frizioni e scontri. Il patriarca Bertrando (1334-1350), più volte intervenuto, talora con successo, per mettere un freno alla politica espansionista dei goriziani, fu assassinato, novantenne, da una congiura ordita dal conte di Gorizia e dai maggiorenti del comune di Cividale. Successivamente, grazie all'energia di alcuni patriarchi (ed in particolare di Marquardo di Randeck) l'autorità del Patriarcato venne pienamente ripristinata e le Costituzioni della Patria del Friuli (Constitutiones Patriae Foriiulii) vennero estese, fin dalla loro promulgazione (1366), anche a Gorizia e al Friuli orientale.
La corte comitale si trasformò, nei primi decenni del Trecento, soprattutto sotto Enrico II, in un centro culturale di alto profilo che accolse letterati sia di lingua italiana che tedesca. Un'antica tradizione (priva di fondamento) vuole che lo stesso Dante vi abbia trovato ospitalità.
Agli inizi del Quattrocento il castello di Salcano passò a dipendere direttamente da Gorizia e si iniziò a parlare di una plebs de Salcan alias Goricia, poi di una plebs de Goritia, a testimonianza dell'avvenuta incorporazione del vecchio centro di origine romana nella città di Gorizia. Nell'anno 1455 i privilegi del nucleo urbano sviluppatosi attorno al castello furono estesi anche alla città bassa, e in tale occasione venne istituita la Parrocchia dei Santi Ilario e Taziano.
La Contea, originariamente feudo del Sacro Romano Impero e con l'avvocazia (di fatto una "protezione")sul Patriarcato di Aquileia, con il tempo acquistò un'autonomia sempre maggiore, fino a divenire, di fatto, un'entità statuale indipendente anche se soggetta all'influenza del SRI. Attorno al 1420, lo Stato patriarcale venne assorbito dalla Repubblica di Venezia e i conti di Gorizia ne persero l'avvocazia.

### Gorizia asburgica

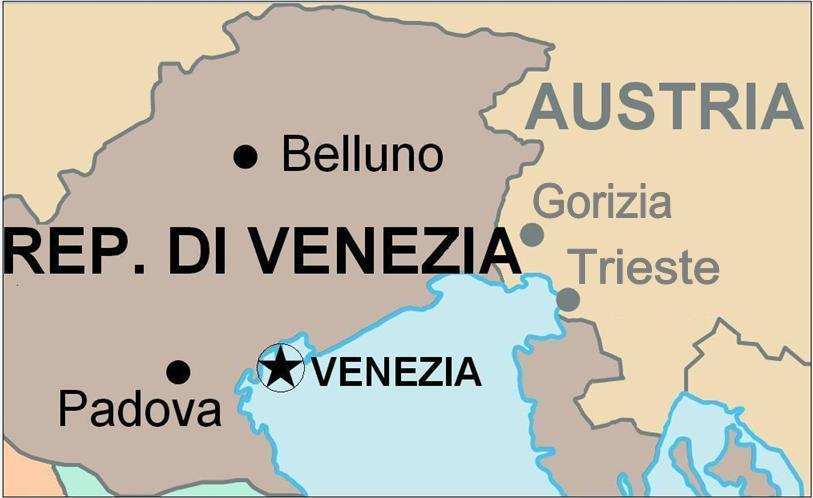
Contesa da Venezia e dall'Austria,
nel 1500 Gorizia passò definitivamente alla casa degli Asburgo d'Austria.

Nel 1500 l'ultimo conte, Leonardo, morì a Lienz senza discendenti e lasciò in eredità la contea a Massimiliano I d'Asburgo. L'atto, di dubbia validità secondo i principi del diritto delle genti del tempo, dati i vincoli di vassallaggio che univano la Contea di Gorizia alla Repubblica di Venezia, indusse quest'ultima a ricorrere prima alla diplomazia, poi alla forza delle armi, per far valere i suoi diritti feudali. Fra l'aprile del 1508 e l'agosto del 1509 Gorizia fu occupata militarmente da Venezia. Il momento non era fra i più felici: la Serenissima era allora in rotta con Luigi XII di Francia e il Papa Giulio II. La sfida lanciata da Venezia contro il potente Massimiliano, duca d'Austria e imperatore del Sacro Romano Impero, indebolì ulteriormente la posizione della città lagunare perché il sovrano tedesco fu indotto ad allearsi con la monarchia francese e il Papato, dando vita alla Lega di Cambrai (10 dicembre 1508) cui aderirono anche Ferdinando II d'Aragona e il Duca di Ferrara. Venezia si trovò pertanto a combattere su due fronti: a Gorizia, contro Massimiliano, e nella Ghiera d'Adda, in Lombardia, contro Luigi XII e i suoi alleati. La disastrosa sconfitta nella battaglia di Agnadello ad opera delle armi francesi (14 maggio 1509), decise la sorte di Gorizia e della sua contea: la guarnigione veneta, asserragliata nel castello comitale, ampliato per l'occasione dalla Serenissima, fu costretta ad abbandonare la città solo tre mesi più tardi. Da allora e per i successivi quattro secoli Gorizia e il Goriziano, salvo durante la breve parentesi napoleonica (1809-1813), avrebbero ruotato entro l'orbita asburgica.

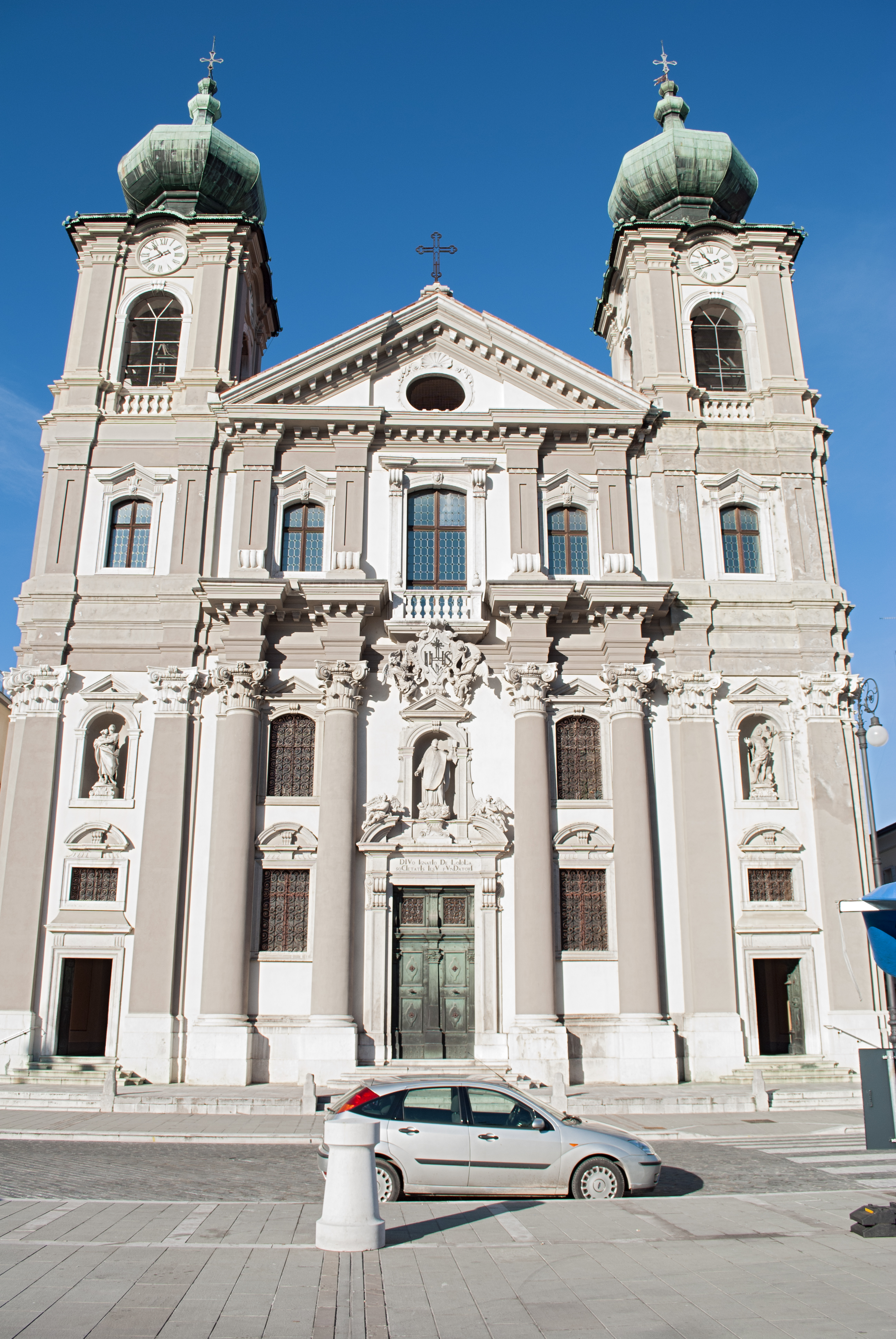
La chiesa di Sant'Ignazio, appartenuta ai Gesuiti. A costoro fu affidata l'educazione di molti giovani goriziani nel Seicento e Settecento.

Agli inizi dell'età asburgica si assistette in città a trasformazioni, sul piano culturale e linguistico, di vasta portata. Il veneto, portato non solo dalle truppe che presero parte all'occupazione del territorio (1508-1509), ma anche e soprattutto dai numerosi immigrati, si andò gradualmente diffondendo nel corso del XVI secolo nell'area urbana (la cui popolazione continuò tuttavia ad essere maggioritariamente friulanofona e, nel resto della Contea, in prevalenza slovenofona). Nel contempo l'amministrazione austriaca provvide a sostituire gradualmente il latino (fino ad allora massima lingua amministrativa e di cultura sia a Gorizia che nel resto d'Europa) con il tedesco e l'italiano. Quest'ultimo, in una varietà particolarmente influenzata, non solo lessicalmente, dal veneto, sembrerebbe all'epoca prevalere, secondo un noto studioso goriziano del Settecento, Carlo Morelli di Schönfeld, sul tedesco. La lingua di Dante acquistò particolare importanza nel Seicento, perché utilizzata, insieme al latino, nelle prestigiose scuole, frequentate anche dall'aristocrazia locale, che l'ordine dei Gesuiti aveva aperto in città. Il potenziamento dell'apparato statale nella Contea (e in tutti i domini d'Austria) e di una burocrazia in massima parte germanofona, unitamente alla chiusura degli Istituti gesuitici (1773) permise però al tedesco, nel corso della seconda metà del Settecento, di recuperare le posizioni perdute e di imporsi come unica lingua d'uso nell'istruzione media e superiore. Tuttavia, fino almeno ad età napoleonica, i rampolli dell'aristocrazia goriziana, fossero essi appartenenti al gruppo etnico tedesco o a quello italiano, continuarono a frequentare, accanto alle università austriache, anche l'Università di Padova e alcuni prestigiosi Istituti pontifici, fra cui il Collegio germanico di Roma. Nel 1757 venne istituita in città - per volontà di Carlo Michele d'Attems, primo arcivescovo dell'Arcidiocesi di Gorizia (1752-1774) - la Domus presbyterialis, per la formazione gratuita annuale dei giovani sacerdoti vocati alla cura delle anime: già dal secondo anno di attività questa scuola operò come vero e proprio seminario. Soppressa nel 1783 la Domus, per un certo periodo la formazione dei sacerdoti del goriziano venne affidata al Seminario di Lubiana e a quelli di Graz e Udine. L'11 novembre 1818 venne infine ufficialmente inaugurato il seminario di Gorizia: per volontà dell'imperatore Francesco I questo istituto fu il punto di riferimento per la formazione dei sacerdoti che facevano capo a tutte le diocesi del Litorale austriaco. Nel frattempo la Contea di Gorizia si era trasformata, a seguito del ricongiungimento della città di Gradisca a Gorizia (1754) in Contea Principesca di Gorizia e Gradisca.

## Principesca Contea di Gorizia e Gradisca

### Gorizia e la sua contea nella seconda metà del Settecento
La città di Gradisca era stata separata, nel 1647, da Gorizia, e, con alcuni territori limitrofi, integrata in una contea a sé stante, data in feudo alla nobile famiglia degli Eggenberg. Nel 1717 tale casato si estinse e Gradisca tornò ad essere direttamente amministrata dagli Asburgo. Costoro, vista l'esiguità territoriale e la scarsa consistenza demografica del feudo, vollero ricongiungerlo alla Contea di Gorizia (1754) che da allora, e fino alla sua unione al regno d'Italia, fu ufficialmente conosciuta come Principesca Contea di Gorizia e Gradisca.

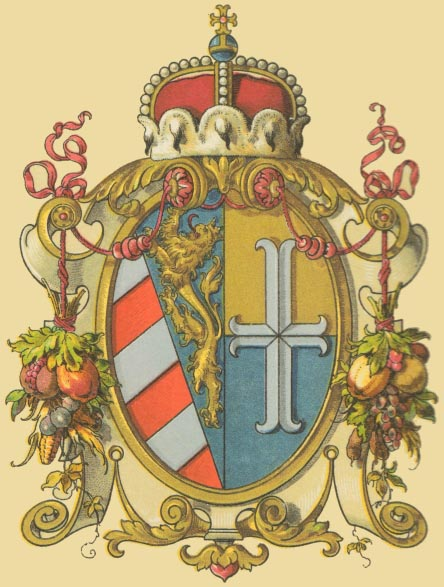
Emblema della Contea di Gorizia e Gradisca.

Fu questa, per Gorizia, un'età di sviluppo economico e sociale, favorito da due sovrani illuminati, Maria Teresa e Giuseppe II. La riforma del 1774, che estese l'istruzione primaria e gratuita a tutta la popolazione degli Stati asburgici, fu però accompagnata, a Gorizia e nella sua contea, da misure tese a germanizzare la scuola introducendo come unica lingua ufficiale il tedesco. Anche gli importanti Istituti gesuitici, in cui l'insegnamento avveniva in latino ed italiano, furono, dopo la soppressione dell'ordine (1773), dati in gestione agli Scolopi, che, uniformandosi alla politica governativa, sostituirono l'italiano con il tedesco. Nel contempo, la crescita demografica della città, iniziata nei decenni centrali del Settecento, unitamente alla politica di rafforzamento della burocrazia e dell'esercito in tutto lo Stato, voluta sia da Maria Teresa che da Giuseppe II, produsse l'immigrazione di numerosi funzionari e militari germanofoni, dal momento che l'unica lingua ufficialmente ammessa sia in ambito amministrativo che nell'esercito era il tedesco (solo attorno alla metà dell'Ottocento tale politica fu mitigata dall'introduzione dell'italiano e dello sloveno nelle scuole primarie). La soppressione del Patriarcato di Aquileia (1751), che, dal Friuli veneto, continuava ad avere giurisdizione ecclesiastica sulla città, permise infine agli Asburgo, tramite la costituzione di un'arcidiocesi goriziana, di estendere ulteriormente la propria influenza sulla chiesa locale e sulle nomine delle alte gerarchie ecclesiastiche, contribuendo in tal modo alla germanizzazione della prima e delle seconde.

### Parentesi napoleonica
In età napoleonica Gorizia venne ripetutamente occupata dall'esercito francese, tornando però sempre all'Austria: nel 1797 grazie al pagamento di un forte riscatto (150.000 fiorini), e nel 1805 a seguito di una pace di compromesso fra Napoleone e gli Asburgo. Solo nell'anno 1809 la città fu sottratta al dominio austriaco per passare a formare le Province Illiriche, con Trieste, la Carniola, l'Istria e la Dalmazia. Durante la breve occupazione francese venne ripristinata l'istruzione in italiano e portata a compimento la riforma giuseppina sulla libertà di culto, che contribuì ad emancipare definitivamente la comunità ebraica presente a Gorizia. Vennero infine soppressi i cosiddetti Stati provinciali, organo storico che seppur aveva sempre avuto funzioni più consultive che esecutive, era dotato di una certa autorevolezza, dal momento che rappresentava le classi dirigenti della Contea (l'aristocrazia e l'alta borghesia locali nonché gli ambienti vicini alla curia arcivescovile).
Con Napoleone ebbe inoltre inizio un processo di affermazione delle identità nazionali, su basi non solo culturali e storiche, come avveniva già precedentemente, ma anche di stirpe, che comporterà lo sviluppo, nei decenni successivi, dei vari nazionalismi e in particolare di quelli italiano e sloveno.

### Dalla Restaurazione alla Grande guerra

#### La nascita dei nazionalismi
L'occupazione francese di Gorizia e della sua contea ebbe di fatto termine nel 1813. Durante la Restaurazione e fino a circa la metà dell'Ottocento, ebbe il suo massimo sviluppo la politica di centralizzazione iniziata con Maria Teresa. Gli Stati provinciali, sciolti in età napoleonica, non vennero mai più ripristinati, e in città ebbe sempre più potere il governatore imperiale (Landeshauptmann) scelto generalmente nell'ambito dell'aristocrazia filo-asburgica di origine sia tedesca che italiana.
In quegli anni (per un breve periodo la Contea fu amministrata da Lubiana) e ancor più dopo l'entrata della città e della sua contea nel Litorale austriaco appena costituito (1849), iniziarono a profilarsi i primi problemi etnico-linguistici a Gorizia. Accanto ad una maggioranza italiana erano infatti presenti sul luogo due minoranze: la slovena (maggioritaria in Contea), che assunse col tempo una notevole consistenza in città, e la austro-tedesca, che, seppur non numerosa, era particolarmente influente sia sotto il profilo politico che economico-sociale. Il problema delle nazionalità esplose però in tutta la sua gravità solo negli ultimi decenni dell'Ottocento e nei primi anni del Novecento, con lo sviluppo del movimento irredentista e di forme di nazionalismo sempre più escludenti e intolleranti.

#### Echi liberali e risorgimentali

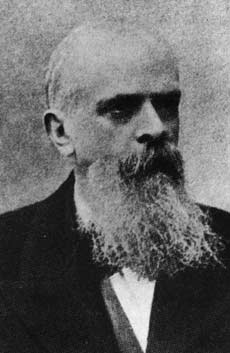
Graziadio Isaia Ascoli.

La nascita di un liberalismo vicino a quello risorgimentale italiano, si iniziò a sviluppare timidamente a Gorizia in concomitanza dei moti europei del 1848, da cui la città rimase immune, ma che pur servirono a dare maggior forza alla borghesia locale (come a quella del resto dell'Impero austriaco) in massima parte appartenente al gruppo etnico italiano che, col tempo, era riuscito ad assorbire anche la comunità ebraica della città. Alcune personalità di rilievo di lingua e cultura italiana, o italiano-ebraica, fra cui Graziadio Isaia Ascoli e Isacco Reggio, iniziarono a riunirsi in quell'anno in casa di un avvocato di origine istriana, Giovanni Rismondo, che di lì a poco avrebbe dado vita, con l'aiuto dei due amici, a un effimero giornale: Aurora che suscitò scarsa risonanza. In quei mesi lo stesso Ascoli diede alle stampe un opuscolo che ebbe invece ampia diffusione in città e nella sua Contea: Gorizia italiana, tollerante, concorde (1848), in cui il grande glottologo rivendicava a chiare lettere l'italianità di Gorizia, pur se nel quadro di un Impero plurinazionale come quello austriaco. A distanza di poco più di un anno, Carlo Favetti, futuro sindaco della città, lanciò Il giornale di Gorizia, con scadenze trisettimanali e pubblicato fra il gennaio 1850 e il febbraio 1851. La chiusura della testata non fu determinata dalla mancanza di lettori, bensì dalla revoca delle leggi sulla stampa e dal rafforzamento della censura (1851), che non poteva tollerare l'esistenza di un periodico che rivendicasse l'emancipazione delle nazionalità (e in primis di quella italiana), seppur nel formale rispetto della sovranità asburgica. Stupisce, la completa assenza di connotazioni anti-slave, in un giornale diretto da un personaggio che si distinguerà, successivamente, come uno dei più accesi avversari della comunità goriziana di etnia slovena; in alcuni articoli, anzi, sia i Boemi che i Polacchi, vennero additati come esempi da seguire.
Negli anni successivi, ulteriori restrizioni alla libertà di stampa scoraggiarono l'editoria liberale a Gorizia. In città continuarono tuttavia a circolare libelli e saggi, alcuni dei quali vennero però prudentemente stampati in Italia. Fra questi ebbero particolare diffusione gli Studi sopra la questione italiana del goriziano Carlo Catinelli (1858), e, alcuni anni più tardi, Il Friuli Orientale del friulano Francesco Prospero Antonini che lanciò un accorato appello all'Italia affinché incamerasse quanto prima Gorizia, l'Istria e l'Alto Adige.

#### Rapporti interetnici fra Ottocento e Novecento
Nel 1861, allorquando fu conferita alla città e alla Contea una maggiore personalità politico-amministrativa, la convivenza interetnica era ancora improntata su basi non conflittuali. Dopo il 1866, con l'incorporazione del Veneto e del Friuli centro-occidentale al Regno d'Italia, il confine fu portato a breve distanza dalla città e i rapporti fra le varie nazionalità si deteriorarono. Iniziò infatti a mettersi in moto all'interno della componente italiana (articolata all'epoca in massima parte nei due grandi gruppi linguistico-culturali friulano e giuliano, con una netta predominanza numerica del primo
), il richiamo della vicina madrepatria e, per alcuni friulano-orientali anche quello della riunificazione di tutte le terre friulane sotto l'egida d'Italia. Nel contempo l'Austria cercò, attraverso una legge elettorale approvata in quello stesso anno (1866), di dare più spazio alla componente slovena, maggioritaria nella Contea, ma sottorappresentata, abbassando il reddito necessario per esercitare il diritto al voto. Tale abbassamento riduceva l'influenza della comunità italiana che godeva di livelli censuali più elevati. Nel 1868 nel seminario di Gorizia, scoppiarono i primi tafferugli fra italiani e sloveni, sintomo di tensioni e rancori che emergeranno con sempre maggior vigore negli anni e nei decenni successivi. L'ultimo terzo dell'Ottocento, e ancor più, il primo quindicennio del XX secolo, furono caratterizzati dal rafforzamento, non solo demografico, del gruppo etnico sloveno in città. Ancora nel 1880 era chiara la supremazia della componente italiana (friulana, veneto-giuliana e regnicola) a Gorizia, rispetto a quella slava, sia sotto il profilo demografico che economico-sociale. Nei censimenti del 1900, e ancor più del 1910, apparve invece evidente una notevole ascesa demografica del gruppo etnico sloveno che iniziò ad occupare spazi economici e sociali riservati tradizionalmente agli austro-germanici e agli italiani. Stazionaria rimase invece, fino alla Grande guerra la componente austriaca di lingua e cultura tedesche, che, seppur ampiamente minoritaria, rivestiva, come si è già fatto accenno, un ruolo sociale e politico di primo piano. Tale minoranza costituì, dagli anni ottanta dell'Ottocento fino alla Grande guerra, l'11% circa della popolazione urbana totale.
| anno | italiani | sloveni | tedeschi | altri | totale abitanti |
| --- | -------- | ------- | -------- | ----- | --------------- |
| 1869 | 66,6%    | 21%     | 10,8%    | 2,15% | 16.659          |
| 1880 | 70,7%    | 17,8%   | 11,2%    | 0,3%  | 19.113          |
| 1910 | 50,6%    | 36,8%   | 11,1%    | 1,5%  | 29.291          |
| 1921 | 60,8%    | 37,1%   |          | 2,1%  | 39.829          |
| 1936 | 69,1%    | 29,0%   |          | 1,9%  | 52.065          |
| Censimenti Gorizia città. Fonte: Branko Marušič. Pregled politične zgodovine Slovencev na Goriškem (Nova Gorica, 2005) |          |         |          |       |                 |

### La "Nizza austriaca"

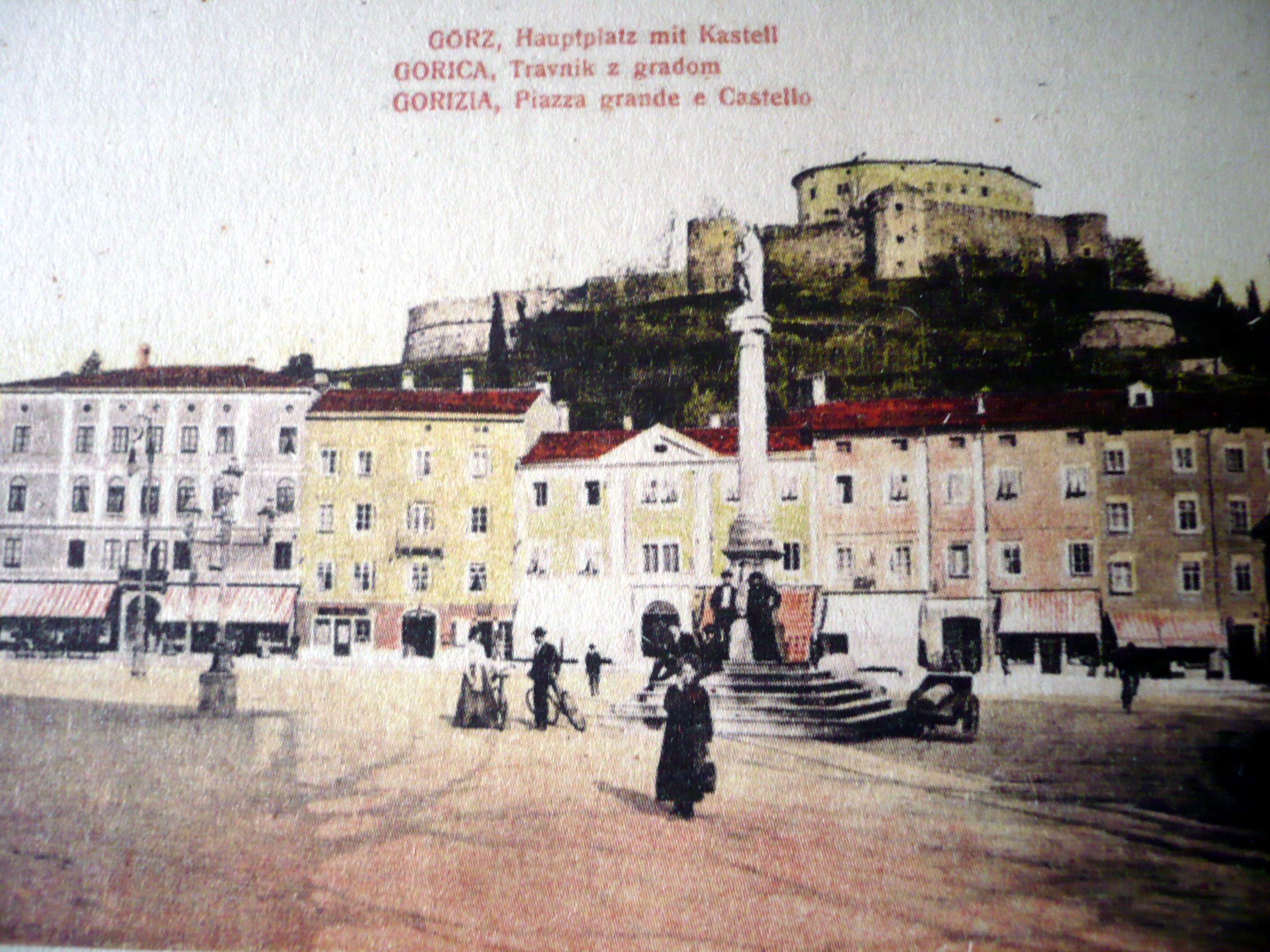
La piazza Grande o Travnik a Gorizia con sullo sfondo il maniero, in una cartolina tipica di fine Ottocento.

Alla fine dell'Ottocento Gorizia sviluppò inoltre una spiccata vocazione turistica, grazie ad un clima relativamente mite, alla tranquillità dei suoi ritmi di vita, al fascino delle sue architetture barocche e neoclassiche. La città costituì per lungo tempo una meta privilegiata di vacanze per la nobiltà mitteleuropea e luogo di riposo per molti alti funzionari imperiali, ricevendo, fin dall'Ottocento, l'appellativo di Nizza austriaca.
Durante gli anni che passarono alla Storia come Belle époque, Gorizia fu abbellita da molte ville residenziali, da alcuni alberghi di lusso e da un notevole numero edifici pubblici, di parchi e di monumenti, che contribuirono a conferire alla città quel nobile aspetto che ha mantenuto, nonostante le distruzioni sofferte nelle due guerre mondiali, fino ai giorni nostri.

## Gorizia italiana

### La Grande guerra e l'unione all'Italia
Nel maggio 1915 il Regno d'Italia dichiarò guerra agli Imperi centrali, con la finalità dichiarata di annettere tutte quelle terre che, pur trovandosi soggette alla sovranità asburgica erano abitate da genti considerate per storia, lingua e cultura, etnicamente italiane. Tali terre, definite irredente, includevano sia Gorizia (che, secondo tutti i censimenti austriaci di fine Ottocento e dei primi del Novecento presentava una maggioranza italiana o italofona) che la sua Contea (che invece, come si è già ripetutamente sottolineato, era prevalentemente abitata da sloveni o slovenofoni). Fin dallo scoppio delle ostilità Gorizia si trovò a ridosso del fronte bellico, con gli inevitabili disagi e lutti derivanti da tale situazione e le ingenti distruzioni che stravolsero il volto della città (al termine della guerra la maggior parte del patrimonio edilizio urbano era andata distrutta o aveva sofferto danni di varia entità). La presa di Gorizia, giudicata prioritaria sia dal ministro della guerra del Regno, l'istriano Vittorio Italico Zupelli, che dal Capo di Stato Maggiore dell'Esercito Italiano, Luigi Cadorna, fu perseguita con ostinazione dalla terza armata, che fra il giugno 1915 e il marzo 1916 lanciò ben cinque offensive (conosciute come battaglie dell'Isonzo) che, seppur sviluppatesi nelle immediate vicinanze della città e costate enormi sacrifici umani e materiali, non raggiunsero tuttavia risultati apprezzabili. 

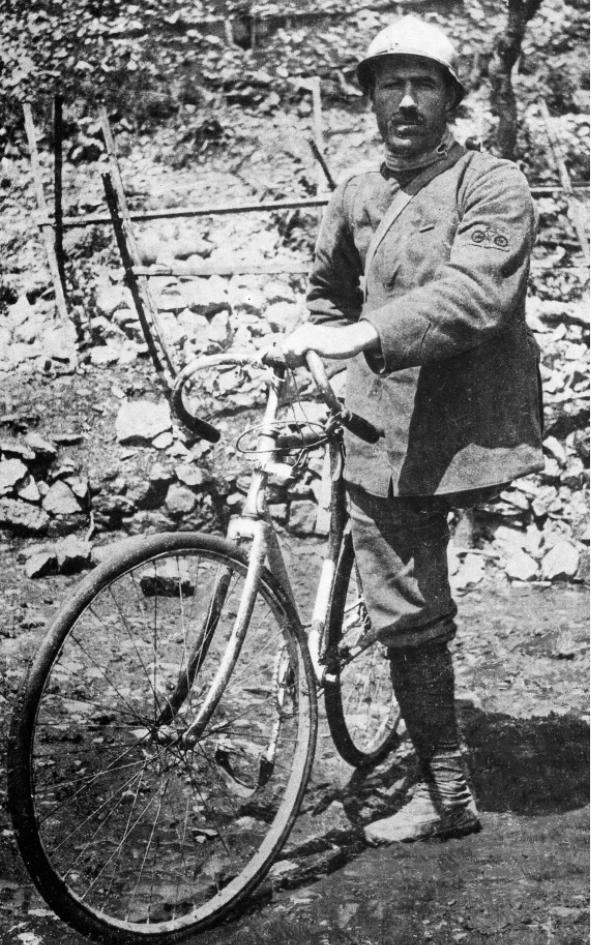
Enrico Toti sul fronte dell'Isonzo nell'anno della morte (1916).

Il fallimento della cosiddetta Spedizione punitiva (Strafexpedition), scatenata dagli austriaci in Trentino nella primavera del 1916, permise però allo Stato maggiore italiano di ammassare, fin dall'inizio dell'estate, soldati freschi e mezzi nella zona di Gorizia, dando vita a un attacco diretto sulla città fin dal 6 agosto. All'alba di tale giorno, 1200 pezzi d'artiglieria iniziarono a bombardare le postazioni austriache della 5ª Armata dell'Isonzo, colta di sorpresa, mentre quattro divisioni italiane di fanteria, la 11ª, 12ª, 24ª e 45ª si lanciarono alla conquista dei rilievi montagnosi situati nelle immediate vicinanze della città. Lungo il resto del fronte, in uno degli attacchi diversivi sferrato su quota 85 presso Monfalcone, perse la vita Enrico Toti. La conquista del monte Sabotino da parte della 45ª divisione, unitamente al fallimento di una controffensiva lanciata dal generale Zeidler il giorno 7, costrinse gli austro-ungarici a far saltare i ponti sull'Isonzo e a sgomberare la città. I primi reparti italiani, al comando del generale Luigi Capello, entrarono a Gorizia il mattino del 9 agosto 1916.
Quindici mesi più tardi, a seguito della battaglia di Caporetto, le truppe austriache tornarono ad occupare la città, che si presentò loro semideserta. La paura di rappresaglie e le sofferenze di un conflitto che sembrava interminabile, ancor più che i legami nazionali o etnici, avevano indotto migliaia di profughi ad abbandonare volontariamente Gorizia insieme all'esercito italiano, come del resto avevano fatto, allo scoppio delle ostilità italo-austriache (1915), molti goriziani che, per sfuggire agli orrori della guerra, si erano rifugiati nei campi profughi di Wagna e Pottendorf (per citare solo i maggiori), condividendo la stessa triste sorte dei tanti istriani ivi deportati.
Il ritorno dell'esercito italiano a Gorizia avvenne nei primi giorni di novembre del 1918, ma la città fu formalmente annessa al Regno d'Italia, insieme al resto della Venezia Giulia, solo nel 1921, a seguito del Trattato di Rapallo del 12 novembre 1920, col quale il Regno d'Italia e il Regno dei Serbi, Croati e Sloveni definivano i propri confini comuni.

### Fra la prima e la seconda guerra mondiale
Gorizia e l'intera Venezia Giulia furono rette, fra il 1918 e il 1921, prima da un governatore militare, il generale Carlo Petitti di Roreto (novembre 1918 - agosto 1919), poi da due commissari straordinari civili, l'onorevole Augusto Ciuffelli (agosto 1919 - dicembre 1919) e il Dott. Antonio Mosconi (gennaio 1920 - gennaio 1921). Nel 1921, a seguito del proclama d'annessione, Gorizia e tutta la Venezia Giulia entrarono, ufficialmente, a far parte del Regno d'Italia. In quello stesso anno, su 28.154 residenti, si contarono 14 190 persone la cui lingua d'uso era rappresentata dall'italiano a fronte di 6.893 friulanofoni (al censimento del 10 dicembre 1921 definiti "ladini") e 6.141 sloveni, mentre i germanofoni vennero calcolati come stranieri, per un numero totale di 840.
Contemporaneamente si andava diffondendo in città e nella sua area di influenza il fascismo, seguito dal consueto strascico di violenze e sopraffazioni: a Medea venne devastata, nel 1921, la sede del circolo comunista locale, mentre a Gorizia si registrarono, agli inizi di quello stesso anno, le prime aggressioni ai danni di militanti socialisti. Al moderato Umberto Olivieri, fondatore e primo segretario del fascio goriziano, era intanto subentrato, nella primavera del 1921, lo squadrista Vittorio Graziani, all'epoca segretario della locale sezione della Federazione Nazionale Legionari Fiumani.
In quello stesso anno (1921) venne resa operante una prima provincia di Gorizia (costituita, sulla carta, fin dal 1919, ancor prima dell'annessione della città all'Italia) che però non riuscì a funzionare a pieno regime, perché due anni più tardi la città e il territorio da essa amministrato, entrarono a far parte della Provincia del Friuli (1923). Le gerarchie fasciste, da poco al potere (ottobre 1922), avevano infatti preferito accorpare Gorizia e la sua zona di influenza, contraddistinta da una forte presenza slovena, in un organismo amministrativo di più ampie dimensioni che, non presentando minoranze nazionali di rilievo, avrebbe in qualche modo ridimensionato la forza numerica della componente slava stanziata sul territorio e non solo in termini percentuali. L'incorporazione della provincia di Gorizia in quella del Friuli se da un lato soddisfaceva la borghesia udinese che vedeva nuovamente la propria città alla testa di un Friuli finalmente riunificato, dall'altra provocò a Gorizia un forte malcontento: il PNF locale entrò in aperta polemica con quello nazionale, che, sul problema goriziano, rischiò addirittura di spaccarsi. Solo tre anni più tardi Benito Mussolini decise di ricostituire la Provincia di Gorizia (1926), pienamente operante fin dall'anno successivo (1927), anche se di dimensioni ben più contenute rispetto a quelle in essere fino al 1923 (2.730 km² contro i 4.470 precedenti). I mandamenti di Tarvisio, di Cervignano e il comune di Chiopris-Viscone erano infatti rimasti ad Udine.
Nel 1922, Lelio Baggiani, fondava la Croce Verde Goriziana, storica associazione di volontariato e pubblico soccorso.
La ricostruzione della città, dopo le enormi distruzioni della Grande guerra, aveva lasciato irrisolti i problemi di cui la struttura urbana aveva sofferto sin dall'Ottocento: un carente approvvigionamento idrico, una rete fognaria inesistente, una pavimentazione stradale incompleta.
L'opera di ricostruzione, iniziata nel 1919, fu portata avanti durante il ventennio fascista. In quegli anni furono promossi interventi di risanamento, aperte nuove strade e sviluppata un'area industriale. Vennero edificati un nuovo cimitero, tra Sant'Andrea e Vertoiba, e le prime strutture funzionanti dell'aeroporto, da cui nel luglio del 1935 decollò la 41.a squadriglia per la conquista dell'Etiopia.
A sud-est del centro cittadino spuntò negli anni trenta una vera e propria cittadella sanitaria, comprendente anche l'ospedale da cui, negli anni sessanta, il medico Franco Basaglia avrebbe dato avvio alla riforma dell'istituzione psichiatrica italiana.
Tali realizzazioni furono analizzate negli anni sessanta con critica antifascista dallo storico triestino Elio Apih, che scrisse riferendosi all'intera Venezia Giulia: «...questi investimenti non solo soddisfacevano solo in parte modesta le esigenze della popolazione, ma erano anche assai poco organicamente distribuiti, per lo più secondo la logica di interessi cittadini e industriali o comunque politici.»
Nella seconda metà degli anni venti, dopo alcune incertezze, iniziò ad essere applicata anche a Gorizia e alla sua neo-ricostituita provincia (oltre al resto della Venezia Giulia), la politica di snazionalizzazione delle minoranze slave presenti sul territorio.
Si diede prima l'avvio all'italianizzazione dei toponimi, poi, dal 1927, si procedette anche a quella dei cognomi e, nel 1929 l'insegnamento in sloveno (e in croato in Istria e a Fiume) venne definitivamente bandito da tutte le scuole pubbliche cittadine di ogni ordine e grado. Per alcuni anni la lingua slovena fu ancora utilizzata negli Istituti religiosi diocesani, grazie alla protezione e al prestigio personale dell'arcivescovo Francesco Borgia Sedej, fautore del dialogo interetnico e massimo punto di riferimento dei cattolici goriziani, sia di etnia slovena che italiana. Nel 1927 furono soppresse tutte le associazioni politiche, culturali ed economiche slovene e croate. Il risultato di questi provvedimenti fu la dispersione della borghesia e dei ceti intellettuali sloveni e croati, i cui esponenti scelsero in gran parte la via dell'emigrazione verso la Jugoslavia e il Sud America, e la generale proletarizzazione delle comunità slovene e croate della Venezia Giulia.
Nel 1927 un gruppo di giovani sloveni fondò l'organizzazione armata antifascista TIGR, con l'obiettivo di combattere contro le istituzioni dello stato fascista e per l'annessione del Litorale alla Jugoslavia. L'organizzazione fu scoperta e smantellata nel 1930.
Nell'estate 1928, nel centro di Gorizia, il militante comunista sloveno Alojzij Bregant uccise lo studente Viktor Kogoj, ex militante comunista accusato di essere un confidente della polizia, e il milite fascista Teo Ventin, che era intervenuto sul luogo dell'agguato. Bregant fu poi ucciso durante il suo tentativo di fuga. Nel successivo processo istituito dal Tribunale Speciale per la Sicurezza dello Stato, emerse l'esistenza di una ramificata rete clandestina di opposizione al fascismo, innervata nella comunità slovena, che aveva come punto di riferimento la cellula comunista di Podgora, e che intratteneva contatti con alcune persone che due anni dopo sarebbero state processate in quanto appartenenti al TIGR.
Nel 1931, a seguito di forti pressioni esercitate dal Regime sulla Santa Sede, il Sedej fu costretto a dimettersi per ragioni di salute e, dopo venticinque anni di apostolato alla guida della propria Arcidiocesi, venne sostituito da mons. Giovanni Sirotti (con funzioni di Amministratore apostolico), un istriano di notevole spessore culturale ma ben più flessibile del suo predecessore nei rapporti con le autorità civili.
Da allora lo sloveno scomparve anche dagli Istituti scolastici religiosi, e, più in generale, da tutti i luoghi pubblici. Nel 1936, a Piedimonte, una frazione di Gorizia, il compositore Lojze Bratuž, reo di aver diretto un coro natalizio che si esibiva in tale lingua, fu costretto ad ingerire olio di macchina e morì dopo un mese di agonia. In quegli anni si produsse, dalla città verso il vicino Regno di Jugoslavia, una seconda ondata migratoria di sloveni (la prima aveva già avuto luogo nell'immediato primo dopoguerra), di ridotte dimensioni e che si riflesse in una rilevazione di carattere non ufficiale del 1936 (le ultime rilevazioni ufficiali su basi linguistiche vennero infatti effettuate nel censimento del 1921).

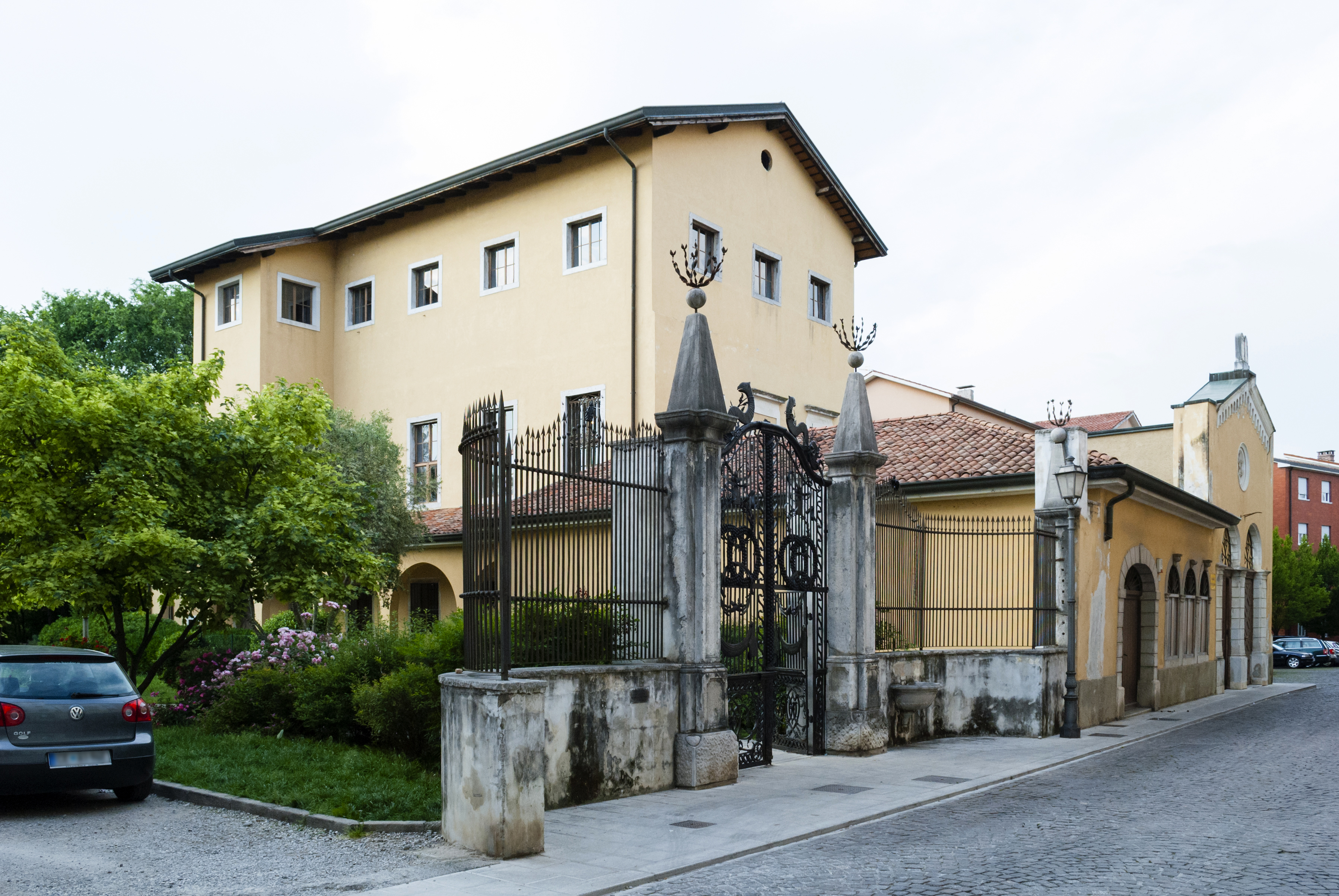
La Sinagoga di Gorizia.

Le leggi razziali fasciste, promulgate nel 1938, colpirono duramente la comunità ebraica locale, una delle più antiche ed illustri dell'Italia nord-orientale. Fra i goriziani di religione israelita che avevano fatto grande la propria terra, ricordiamo, fra i tanti, Graziadio Isaia Ascoli, Carlo Michelstaedter e Carolina Luzzatto (nata a Trieste ma trasferitasi in giovane età a Gorizia).
Il processo di disarticolazione della componente ebraica della città, iniziato con i pochi primi espatri (1938-1939), continuò, in forme ben più drammatiche, nel corso della seconda guerra mondiale, allorquando la comunità israelita dopo il settembre 1943 venne pressoché annientata nei campi di sterminio nazisti.

### La seconda guerra mondiale

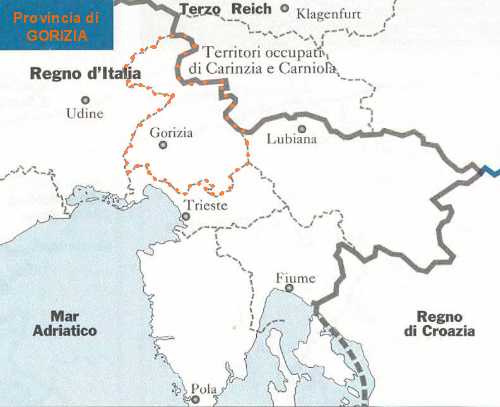
Mappa della Provincia di Gorizia nel 1941-1943 (quando aveva le stesse dimensioni del periodo 1927-1940).

Nel giugno del 1940 l'Italia entrò in guerra contro Francia e Regno Unito a fianco della Germania nazista. Nella prima settimana d'aprile del 1941 i loro due eserciti invasero la Jugoslavia, che venne interamente occupata in meno di due settimane. 
Mussolini, con l'accordo dell'alleato germanico, estese la propria sfera d'influenza sulla Croazia di Ante Pavelić e si annetté la Slovenia centro-meridionale, subito costituita (3 maggio 1941) in provincia italiana (Provincia di Lubiana), con uno statuto speciale e retta da un Alto commissario. La provincia di Gorizia non ebbe ampliamenti come quella di Trieste e quella di Fiume. Divenne però confinante ad est con questa nuova provincia italiana di Lubiana, all'interno del Regno d'Italia ingrandito nei suoi confini orientali. Nella nuova provincia, occupata dall'esercito italiano, divampò dopo alcuni mesi la Resistenza antifascista slovena, che si estese anche al Goriziano. 

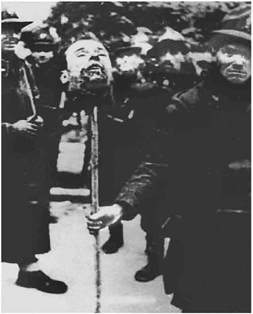
Soldati italiani esibiscono come trofeo la testa del partigiano sloveno Andrej Arko, commissario politico del Fronte di Liberazione del Popolo Sloveno. Zona di Tolmino, autunno 1942.

Il 31 luglio 1942 si tenne a Gorizia un incontro tra Mussolini e i generali impegnati nella repressione dell'attività partigiana nei territori jugoslavi occupati dall'Italia. Al termine dell'incontro, Mussolini prese la parola e tra le altre cose disse: "(...) Deve cessare il luogo comune che dipinge gli italiani come sentimentali incapaci di essere duri quando occorre. Questa tradizione di leggiadria e tenerezza soverchia va interrotta. (...) è cominciato un nuovo ciclo che fa vedere gli italiani come gente disposta a tutto, per il bene del paese ed il prestigio delle forze armate." La circolare 3C, emessa dal generale Roatta il 1º marzo 1942 e integrata dallo stesso il 1º dicembre 1942, autorizzava i comandi militari italiani sul territorio della Jugoslavia occupata a compiere azioni di rappresaglia sulla popolazione civile. Casi di esecuzioni sommarie e incendi di villaggi si ebbero comunque anche all'interno dei confini pre 1941. Ad esempio l'8 agosto 1942 un gruppo di alpini della Divisione Julia, reduci dalla Grecia, incendiarono il villaggio di Ustje, situato a una ventina di chilometri da Gorizia, e fucilarono 8 persone, come rappresaglia per l'uccisione del comandante dei Carabinieri di Aidussina, il maresciallo Pasquale Marrone. In realtà Marrone era stato ucciso dagli alpini stessi, perché aveva difeso gli abitanti del paese dalle loro scorrerie. Gli alpini avevano poi addossato la colpa agli abitanti del villaggio..
Sempre nel 1942 a Sdraussina, a pochi chilometri da Gorizia, fu allestito un campo di internamento e smistamento per i civili deportati dalle zone occupate, ma anche per i cittadini italiani di lingua slovena della provincia di Gorizia, parenti o conoscenti di partigiani. Per gli interrogatori gli internati venivano trasferiti nella Villa Triste di Trieste. Dopo l'8 settembre, il campo fu utilizzato dai nazisti come centro di raccolta per la formazione dei convogli destinati ai campi di concentramento in Germania.
Dal 10 settembre del 1943, con l'istituzione dell'Adriatisches Küstenland, Gorizia e la sua provincia furono occupate militarmente dai tedeschi, che imposero subito anche la propria amministrazione civile, alle dirette dipendenze del Gauleiter della Carinzia Friedrich Rainer, come premessa per la realizzazione di un possibile futuro progetto annessionistico.
(Enzo Collotti, L'esperienza del Litorale Adriatico)
La Resistenza slovena si saldò, dopo l'8 settembre 1943, con quella giuliana. Nella battaglia di Gorizia (11-26 settembre) operai italiani dei cantieri di Monfalcone e sloveni (questi ultimi guidati dal cattolico Stojan Furlan) si scontrarono con i tedeschi. Solo dopo quindici giorni di accaniti combattimenti i reparti tedeschi riuscirono ad aver la meglio sulle formazioni partigiane, costituite, in parte, da semplici operai dei cantieri monfalconesi. Tale battaglia si impresse immediatamente nell'immaginario collettivo popolare e spinse molti giovani goriziani di etnia sia italiana che slovena ad arruolarsi nelle file partigiane per poter lottare contro il nazifascismo.

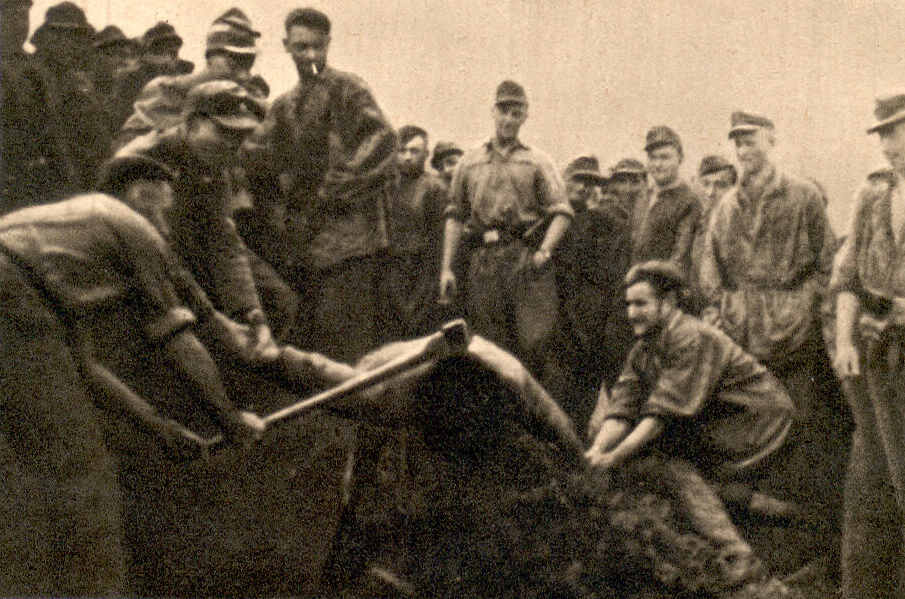
Elementi della Divisione delle Waffen-SS "Karstjäger" decapitano un partigiano a Idrijske Krnice (11 giugno 1944).

Il 16 settembre 1943, il Fronte di Liberazione del Popolo Sloveno (Osvobodilna Fronta ) proclamò l'annessione del Litorale alla Slovenia: all'interno di questo territorio c'era anche la città di Gorizia con tutto il suo territorio, che quindi secondo gli sloveni da quel giorno entrava a far parte della Repubblica Slovena all'interno della nuova Jugoslavia socialista di Josip Broz Tito. L'annessione venne sancita anche dall'Consiglio antifascista di liberazione popolare della Jugoslavia (AVNOJ) il 30 novembre 1943, nel corso della sua seconda riunione plenaria tenutasi a Jajce dal 21 al 29 novembre 1943. A partire da quel momento, gli jugoslavi chiesero che tutte le forze partigiane operanti nel territorio dichiaratamente annesso - sia pure formalmente ancora parte del Regno d'Italia - si assoggettassero ai propri comandi ed entrassero a far parte dell'Esercito Popolare di Liberazione della Jugoslavia (EPLJ). La cosa venne accettata dalla componente comunista della resistenza italiana, mentre si intensificarono gli attriti - già latenti - fra gli sloveni e gli antifascisti italiani non comunisti, accusati a più riprese nei mesi e negli anni a seguire di essere di volta in volta attendisti, al servizio della reazione, sciovinisti o addirittura fascisti mascherati qualora non accettassero l'annessione di queste terre alla nuova Jugoslavia di Tito.
Dopo la battaglia di Gorizia, la città fu occupata dall'esercito tedesco. Rainer nominò come prefetto della Provincia di Gorizia il conte Marino Pace, un cattolico moderato e tollerante che, seppur gerarchicamente sottoposto al Prefetto di Trieste, l'ex deputato fascista e irredentista Bruno Coceani, al fine di attirare il consenso dei cittadini di etnia slovena favorì la nomina in città di un vicesindaco sloveno, permise agli sloveni bianchi la pubblicazione del giornale "Goriški list" e l'apertura di alcune scuole slovene. Fra il settembre e l'ottobre del 1944, Pace si recò in missione a Circhina per cercare un accordo con i partigiani sloveni - da essi rifiutato - in funzione antitedesca.

I funerali dei caduti della X^{a} MAS a Gorizia, il 30 gennaio 1945.

Tuttavia con l'occupazione tedesca della città si intensificò nel Goriziano la guerriglia partigiana, egemonizzata dal Fronte di Liberazione del Popolo Sloveno, apertamente appoggiato dall'Unione Sovietica e ufficialmente a partire dalla metà di giugno del 1944 (a seguito dell'Accordo di Lissa fra Tito e Ivan Šubašić, primo ministro del governo in esilio del re di Jugoslavia Pietro II) anche dagli anglo-americani. Questi ultimi fino a quel momento avevano appoggiato il movimento dei Cetnici di Draža Mihailović.
L'8 ottobre 1943 dal campo di Cairo Montenotte (Savona) partì con destinazione Mauthausen un trasporto di circa 900 sloveni di Gorizia, Trieste e Capodistria, precedentemente internati dalle autorità fasciste. Gran parte dei deportati morì a Gusen, sottocampo di Mauthausen. Rastrellamenti e arresti di sloveni appartenenti alle formazioni partigiane, o sospettati di fornire supporto ad esse, si susseguirono per tutto il periodo dell'occupazione tedesca, con la collaborazione dei fascisti italiani e dei domobranci sloveni. Gli arrestati vennero trasportati ad Auschwitz, Ravensbrück e altri campi nell'Europa centrale.
Il 23 novembre 1943 trentuno persone appartenenti alla comunità ebraica di Gorizia furono rastrellate e deportate ad Auschwitz. Tra il 1943 e il 1945 furono complessivamente 78 gli ebrei goriziani deportati nei campi di sterminio, quasi l'80% degli ebrei che nel 1943 si trovavano ancora in città. Di questi solo due fecero ritorno.
Durante l’occupazione nazista, nel cortile del castello di Gorizia vennero fucilati decine di 
partigiani e antifascisti italiani e sloveni, catturati in combattimento, durante i rastrellamenti o in seguito a delazione. 
Le condanne a morte erano comminate dal Tribunale Speciale per la sicurezza pubblica ed eseguite da reparti della polizia tedesca. Il numero esatto e l'identità di numerosi fucilati non sono tuttora noti, ma dalla testimonianza di padre Ermacora delle Vedove, il frate che assisteva i condannati prima delle esecuzioni, gli uccisi furono oltre cinquanta.
Fra i lutti che funestarono quelle terre, particolare eco destò l'episodio dell'esecuzione a Circhina di due sacerdoti sloveni, Lado Piščanc e Ludvik Sluga. Questi furono arrestati, ingiustamente accusati di delazione e fucilati dai partigiani sloveni il 3 febbraio 1944 assieme ad altre 12 persone, dopo un attacco lampo in cui i tedeschi uccisero 50 persone (49 partigiani e 1 civile minorenne). Per lungo tempo l'episodio fu considerato in modo controverso, a causa dell'imposizione di una verità ufficiale da parte del regime comunista jugoslavo

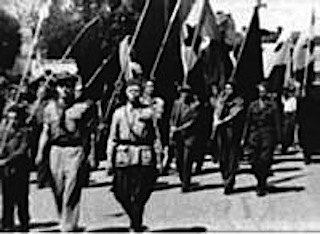
Il IX Korpus entra a Gorizia il 1º maggio 1945.

Alla fine del 1944 i tedeschi lanciarono una grande offensiva contro il movimento partigiano nel goriziano. Ai reparti tedeschi si affiancarono reparti di Cetnici e di Domobranci. Su richiesta del comandante Borghese, i tedeschi accettarono lo spostamento a Gorizia anche di alcune compagnie della Xª Flottiglia MAS, a rinforzo dei reparti già presenti in loco. Lo scopo dichiarato della Xª MAS- amplificato dalla propaganda - era quello di difendere i confini orientali d'Italia contro i partigiani jugoslavi. Alcuni reparti della Xª MAS furono fra l'altro ingaggiati in uno scontro militare nella vicina selva di Tarnova.
Il giorno 30 aprile 1945 le truppe tedesche abbandonarono Gorizia, che venne occupata, il 1º maggio, dal IX Korpus dell'esercito di liberazione jugoslavo. L'occupazione titina terminò il 12 giugno, in seguito agli accordi tra il governo di Belgrado e il generale britannico Harold Alexander che stabilirono l'istituzione di due zone d'occupazione nella Venezia Giulia: una alleata e un'altra jugoslava. Gorizia, rimasta ad occidente della linea Morgan, che separava le due zone, venne così amministrata dagli anglo-americani che s'incaricarono di tracciare nell'area il futuro confine italo-jugoslavo.

### Il secondo dopoguerra
Nei mesi di maggio e giugno 1945, all'epoca dell'occupazione jugoslava della città, vi furono a Gorizia molti cittadini (e alcuni militari del regio esercito) che, posti agli arresti, successivamente scomparvero. In massima parte costoro appartenevano gruppo etnico italiano, ma fra di essi erano presenti anche alcuni cittadini di etnia slovena e di orientamenti anti-titoisti, che ne condivisero la sorte. Secondo le ricerche dello storico Marco Pirina gli italiani furono deportati a Lubiana all'interno di un ex manicomio riadattato a campo di concentramento. Sempre secondo Pirina l'ultima registrazione del campo di Lubiana fu del 30 dicembre 1945. Un'annotazione documentava l'annullamento di forniture alimentari perché, spiegava la nota con una sinistra frase, «il problema italiano (i prigionieri italiani) è stato eliminato». Le deportazioni costarono la vita a un numero imprecisato di civili (quantificabile fra i 202 e i 665), oltre ad alcune centinaia di militari presenti nel goriziano (635 vittime, secondo un'autorevole testata italiana).
La responsabilità dell'accaduto viene attribuita da Pirina a Francesco Pregelj, commissario del popolo del IX Corpus. Tuttavia, nel 2010 la corte di cassazione ha smentito che le ricerche di Pirina tese a colpevolizzare Pregelj ed altri abbiano reale fondamento storico, condannando lo storico a risarcire per diffamazione i partigiani accusati ed i loro eredi.
Nel 1985 in occasione del 40º anniversario degli avvenimenti un monumento è stato collocato a Gorizia, all'interno del Parco della Rimembranza con i nomi delle 665 vittime.
Ad Ustje, nel mese di marzo del 2002, venne esplorata e svuotata una fossa comune contenente i resti di 67 soldati - 15 tedeschi e 52 italiani - uccisi dopo la fine della guerra e qui sepolti.

### Vicende contemporanee

Manifestazioni pro Italia a Gorizia nel 1946 in occasione della visita della commissione alleata.

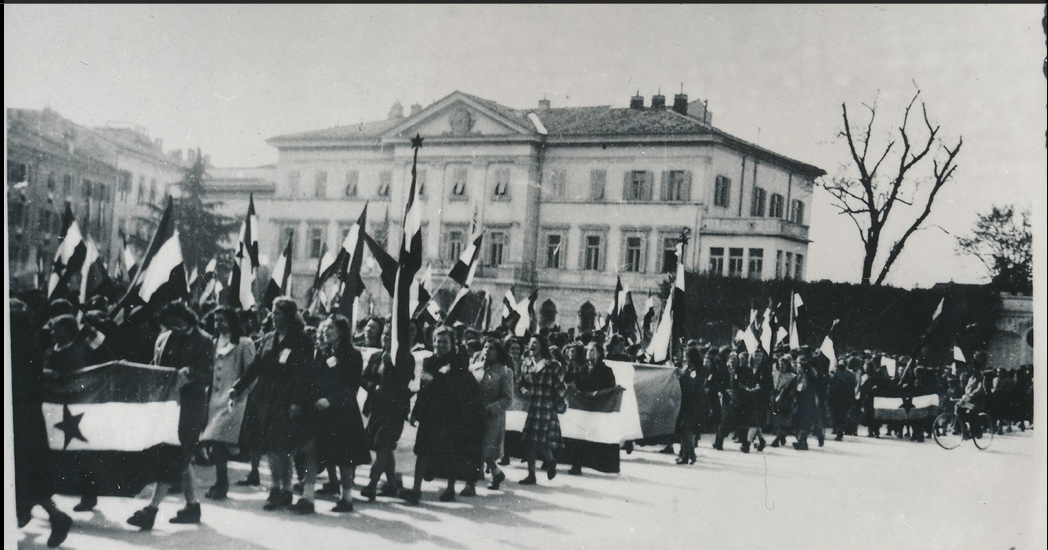
Manifestazioni pro Jugoslavia a Gorizia nel 1946 in occasione della visita della commissione alleata.

Nel 1947 vennero tracciate, dal trattato di pace di Parigi, le nuove frontiere fra Italia e Jugoslavia, che attraversarono non solo il territorio comunale di Gorizia, ma anche il nucleo abitato della città. Alla  Jugoslavia fu assegnato la parte nord-orientale del territorio comunale goriziano (le frazioni di Salcano, San Pietro e Vertoiba), oltreché la maggior parte della provincia. Nella parte jugoslava erano inoltre inclusi, oltre alle citate località, anche alcuni edifici e strutture di pubblica utilità. Tra queste ultime la stazione ferroviaria di Gorizia-Montesanto che si trovava sulla linea ferroviaria Transalpina che collegava la città isontina all'Europa Centrale. La piazza antistante la stazione toccò in parte a Gorizia e in parte al futuro centro di Nova Gorica, edificato in gran parte fra la fine degli anni quaranta e gli anni sessanta per fungere da capoluogo amministrativo dell'area goriziana rimasta in territorio jugoslavo.
Per lungo tempo tale piazza è stata il simbolo del confine fra le due nazioni con la costruzione di una barriera che divideva la piazza. Questa fu abbattuta nel 2004 e venne ripristinato il transito su entrambi i lati. Al centro della piazza vennero successivamente collocati un mosaico ed una piastra metallica commemorativa, che segna il tracciato della frontiera fra i due Paesi.
Nel 2024, il consiglio comunale si rifiuta, nel centennale del conferimento della cittadinanza a Mussolini, di revocargliela.